# Prima Show
Prima Show je česká televizní stanice, jedná se o jedenáctý kanál FTV Prima. Stanice je zaměřena především na mimoevropské reality show a zábavné pořady, jako jsou Like House, Královny butiků, Ostrov pokušení, Krásky a šprti či Výměna manželek USA.

## Vznik
Dne 19. srpna 2021 podala FTV Prima žádost o licenci na vysílání nového programu, kterou Rada pro rozhlasové a televizní vysílání schválila na zasedání dne 14. září a která platí po dobu 12 let. Stanice zahájila vysílání 25. října 2021 v 18 hodin.